# Montefalcone Appennino
Montefalcone Appennino – miejscowość i gmina we Włoszech, w regionie Marche, w prowincji Fermo.
Według danych na styczeń 2009 gminę zamieszkiwały 503 osoby przy gęstości zaludnienia 31,5 os./1 km².